# Faker
 (octobre 2024).
Si vous disposez d'ouvrages ou d'articles de référence ou si vous connaissez des sites web de qualité traitant du thème abordé ici, merci de compléter l'article en donnant les références utiles à sa vérifiabilité et en les liant à la section « Notes et références ».
 (novembre 2024).
- Si vous ne connaissez pas le sujet, laissez ce bandeau (vous pouvez alors contacter les auteurs).
- Si vous supprimez le contenu mis en cause (vous pouvez préalablement contacter les auteurs),

argumentez précisément cette suppression dans la page de discussion
(un manque de référence n'est pas un argument ; une recherche réelle de référence doit avoir été effectuée, être formellement documentée).
Faker, de son vrai nom Lee Sang-hyeok (en coréen 이상혁), est un joueur professionnel sud-coréen de League of Legends né le 7 mai 1996. Recruté par SK Telecom T1 en 2013, il joue depuis cette date au poste de midlaner pour cette même équipe.
Seul joueur à avoir remporté cinq fois le Championnat du monde de League of Legends (en 2013, 2015, 2016, 2023 et 2024), il est largement considéré comme le meilleur joueur de l'histoire de sa discipline, si ce n'est de l'esport en général,,.

## Jeunesse
Sang-Hyeok est né à Séoul le 7 mai 1996. Son frère et lui furent élevés par son père et ses grands-parents dans le district de Gangseo. Il a toujours aimé les puzzles et les jeux vidéo, comme Warcraft III ou le MOBA Chaos. Il a découvert League of Legends fin 2011 et est rapidement devenu très bon. Il quitte l'équivalent coréen du lycée pour rejoindre l'équipe coréenne SK Telecom en 2013.

## Carrière

### Saison 3
En octobre 2013, il remporte son premier Championnat du monde de League of Legends comme membre de l'équipe SK Telecom T1 K.

### Saison 4
En 2014, les équipes SKT K et SKT S fusionnent et Faker devient membre de la nouvelle équipe SKT T1. Cette année, SKT T1 ne réussit pas à se qualifier au Championnat du monde de 2014[réf. nécessaire].

### Saison 5
En novembre 2014, entre la saison 4 et 5, Faker refuse plusieurs contrats d'équipes chinoises.
En 2015, lors de la League of Legends Champions Korea (LCK) d'été, il est retiré de l'équipe à la suite des choix de son coach KkOma avant de revenir par la suite. Il gagne une seconde fois le Championnat du monde de League of Legends avec son équipe SKT T1 en fin de saison, avec 15 victoires pour une défaite.

### Saison 6
SKT T1 commence l'année 2016 en remportant la LCK de printemps, leur permettant de se qualifier au Mid-Season Invitational (MSI). Ce tournoi était, à l'époque, le seul titre qui manquait à leur palmarès. Malgré un début mitigé en perdant quelques matchs de poule, ils réussissent à se qualifier pour les demi-finales et finissent par remporter la finale contre l'équipe américaine Counter Logic Gaming (CLG).
SKT T1 ne termine que troisième de la LCK d'été de cette année, mais garantit tout de même une place au Championnat du monde 2016. Les joueurs gagnent ce tournoi en battant une autre équipe coréenne, Samsung Galaxy, dans un match au terme duquel Faker est élu meilleur joueur (MVP). SKT T1 devient ainsi la première équipe à avoir été trois fois championne du monde.

### Saison 7
SKT T1 termine 2e de la LCK derrière l'équipe Longzhu Gaming, se qualifiant ainsi pour le Championnat du monde 2017. L'équipe arrive jusqu'en finale contre les Samsung Galaxy, équipe qu'ils ont déjà affronté lors de l'édition précédente, mais ils sont cette fois battu 3 - 0 par ces derniers.

### Saison 8
SKT T1 ne parvient pas à se qualifier pour la huitième édition du Championnat du Monde de League of Legends.

### Saison 9
SKT T1 se qualifie pour le championnat du monde 2019. Faker et son équipe défont l'équipe européenne Splyce en quart de finale, avant d'être éliminée par G2 Esports en demi-finale[réf. nécessaire].

### Saison 10
Faker et son équipe ne se sont pas qualifiés pour la 10e édition du championnat du monde de League of Legends hébergé à Shanghai[réf. nécessaire].

### Saison 11
SKT T1 se qualifie pour le championnat du monde 2021. Lui et son équipe finissent no 1 de leur groupe et atteignent la demi-finale après avoir battu Hanwha Life Esports, mais finiront par s'incliner contre DWG KIA en demi-finale.

### Saison 12
Faker et son équipe retrouvent les finales du championnat du monde de League of Legends en 2022, après avoir terminé de nouveau premier de leur groupe puis s'être débarrassé de RNG et JD Gaming en quart et demi-finale, ils perdent face à DRX en finale.

### Saison 13
Faker et son équipe T1 remportent le titre mondial, ajoutant un quatrième trophée à sa carrière. Après avoir battu les favoris de la compétition JDG en demi-finale, Faker et son équipe affronte Weibo Gaming en finale de la coupe du monde à Séoul. T1 écrase l'équipe chinoise 3-0 et remporte un nouveau trophée à l'international pour étendre une fois de plus la suprématie T1 lors des grandes compétitions. Faker devient ainsi le premier joueur de l'histoire à remporter quatre fois cette compétition, 10 ans après avoir l'avoir remporté pour la première fois.  
Faker remporte avec son équipe nationale les Jeux Asiatiques 2022 organisés en Chine. Pour la première fois, une compétition sur League of Legends est organisé à partir d'équipes nationales. La Corée du Sud remporte la finale contre Taiwan 2-0 et permet à tous les joueurs de l'équipe coréenne d'être exempté de service militaire, obligatoire pour tous les hommes valides de 18 à 28 ans.  
Quelques mois plus tard, Faker reçoit la distinction du meilleur joueur midlane de l'année ainsi que du meilleur joueur de l'année durant les LCK Awards 2023.

### Saison 14
T1 termine second du segment du printemps après avoir été largement dominé par leurs bêtes noires cette année-là, Generation Gaming (GENG). Au MSI, Faker et son équipe termine 3ème après avoir été dominé par la meilleure équipe chinoise du moment, Bilibili Gaming. 
Au segment d'été, T1 termine cette fois-ci troisième. Faker se qualifie finalement avec son équipe aux championnats du monde de League of Legends en finissant quatrième de la LCK en battant son équipe rivale KT Rolster.
Faker et son équipe remportent, pour la cinquième fois, le championnat du monde en 2024 contre Bilibili Gaming. Par la suite, il sera sacré meilleur joueur de la finale. 

## Résultats

### SK Telecom T1 (2)
- 3e, OnGameNet Champions, printemps 2013
- 1er, HOT6iX Champions, été 2013
- 1er, World Championship, 2013

### SK Telecom T1 K
- 1er, PANDORA.TV Champions, hiver 2013-2014
- 1er, All-Star, 2014
- 1er, ITENJOY NLB, été 2014

### SK Telecom T1
- 1er, SBENU Champions Korea, printemps 2015
- 2e, MSI, 2015
- 1er, SBENU Champions Korea, été 2015
- 1er, World Championship, 2015
- 1er, IEM (Intel Extreme Master), saison X
- 1er, LCK Spring, 2016
- 1er, MSI, 2016.
- 3e, LCK Summer, 2016.
- 1er, World Championship, 2016
- 1er, LCK Spring, 2017
- 1er, MSI, 2017.
- 2e, LCK Summer, 2017
- 2e, World Championship, 2017
- 4e, LCK Spring, 2018
- 2e, Rift Rivals LCK-LPL-LMS, 2018
- 7e, LCK Summer, 2018.
- 1er, LCK Spring, 2019
- 3e-4e, MSI, 2019
- 1er, Rift Rivals LCK-LPL-LMS&VCS, 2019
- 1er, LCK Summer, 2019
- 3e-4e, World Championship, 2019[8]
- 1er, LCK Spring, 2020[9]
- 5e, LCK Summer, 2020[10]
- 4e, LCK Spring 2021
- 2e LCK Summer 2021
- 3e-4e, World Championship, 2021
- 1er, LCK Spring 2022
- 2e, MSI, 2022
- 2e, LCK Summer 2022
- 2e, World Championship, 2022
- 1er, World Championship, 2023
- 2e, LCK Spring 2024
- 3e, MSI, 2024
- 1er, Esports world cup 2024
- 1er, World Championship, 2024